# 南奔巴區
南奔巴區為坦尚尼亞26個區之一，面積332平方公里，位於奔巴島南部，北側接北奔巴區，首府為查克查克，人口約176,000人(2002年)。